# Spaceguard

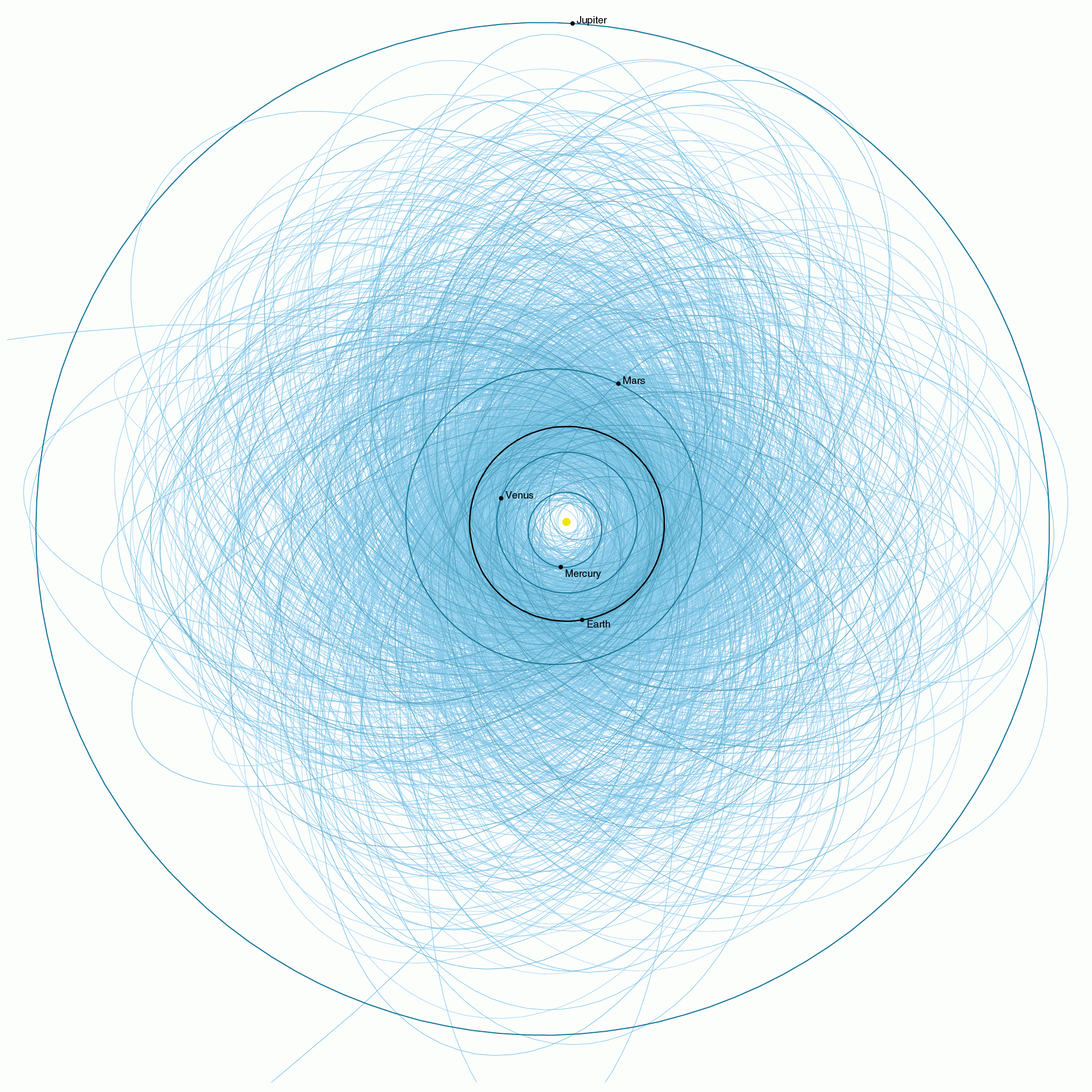
Banor för jordnära objekt som kan bli farliga. Sammanställningen är begränsad till föremål som är över 140 meter i diameter och som passerar på ett avstånd av högst 7,6 miljoner kilometer. Sammanställningen är gjord 2013.

Termen Spaceguard avser ett antal projekt vars syfte är att upptäcka och studera jordnära objekt. Arthur C. Clarke myntade termen i sin roman Möte med Rama där SPACEGUARD var namnet på ett varningssystem som skapats efter ett katastrofalt asteroidnedslag. Namnet antogs senare av flera verkliga projekt med samma målsättning.
1992 gav USA:s kongress NASA ett mandat att lokalisera 90 procent av de stora jordnära asteroiderna inom 10 år. Detta kallas ibland för "Spaceguard-målet." Ett antal projekt som får finansiellt stöd av NASA betraktas som delar i "Spaceguardprojektet".
Den Internationella Astronomiska Unionen publicerade 1995 dokumentet "Beginning the Spaceguard Survey" som ledde till den internationella organisationen "Spaceguard Foundation." I efterhand har Spaceguard-samfund bildats i olika länder i världen för att stödja upptäckten och studierna av jordnära objekt. Sambanden mellan de olika grupperna är dock ofta ganska lösa, med endast gemensamnt namn, intressen och målsättningar.
Asteroider upptäcks med teleskop som söker genom stora delar av himlen om och om igen. De projekt som särskilt inställer sig på att upptäcka jordnära objekt betraktas som delar av "Spaceguard Survey", oavsett vilken organisation de är del av.
Varken Vitimhändelsen eller Östra medelhavshändelsen (2002) upptäcktes i förväg av något Spaceguardprojekt.